# Gebäudeeinsturz in Surfside

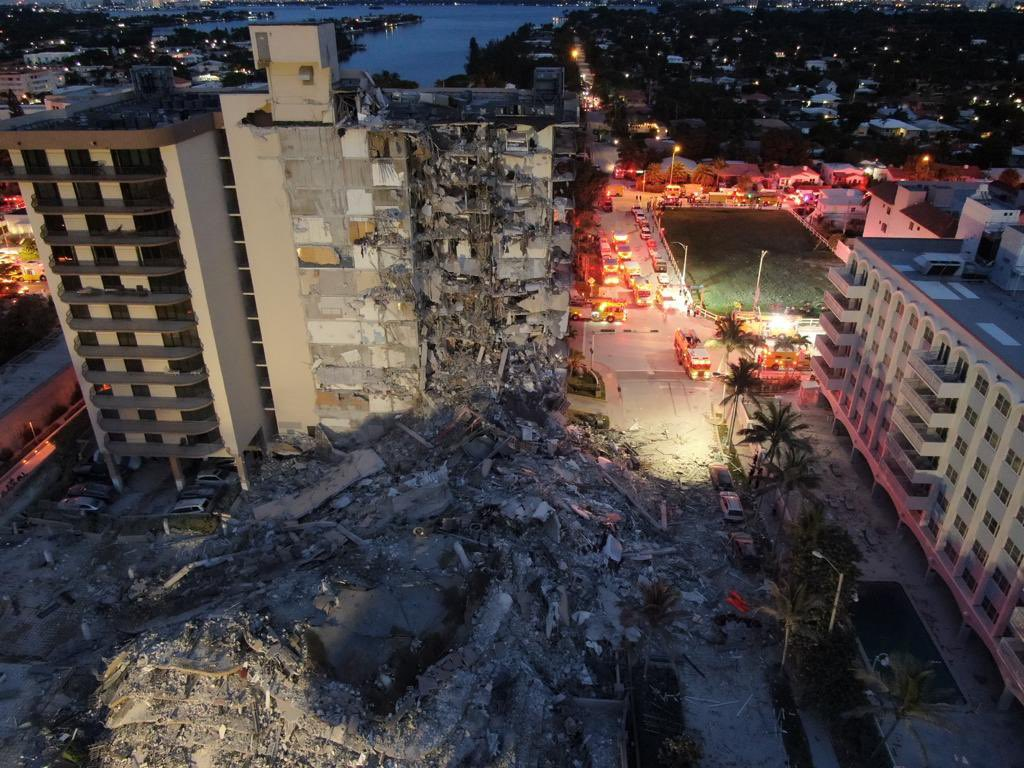
Nach dem Einsturz

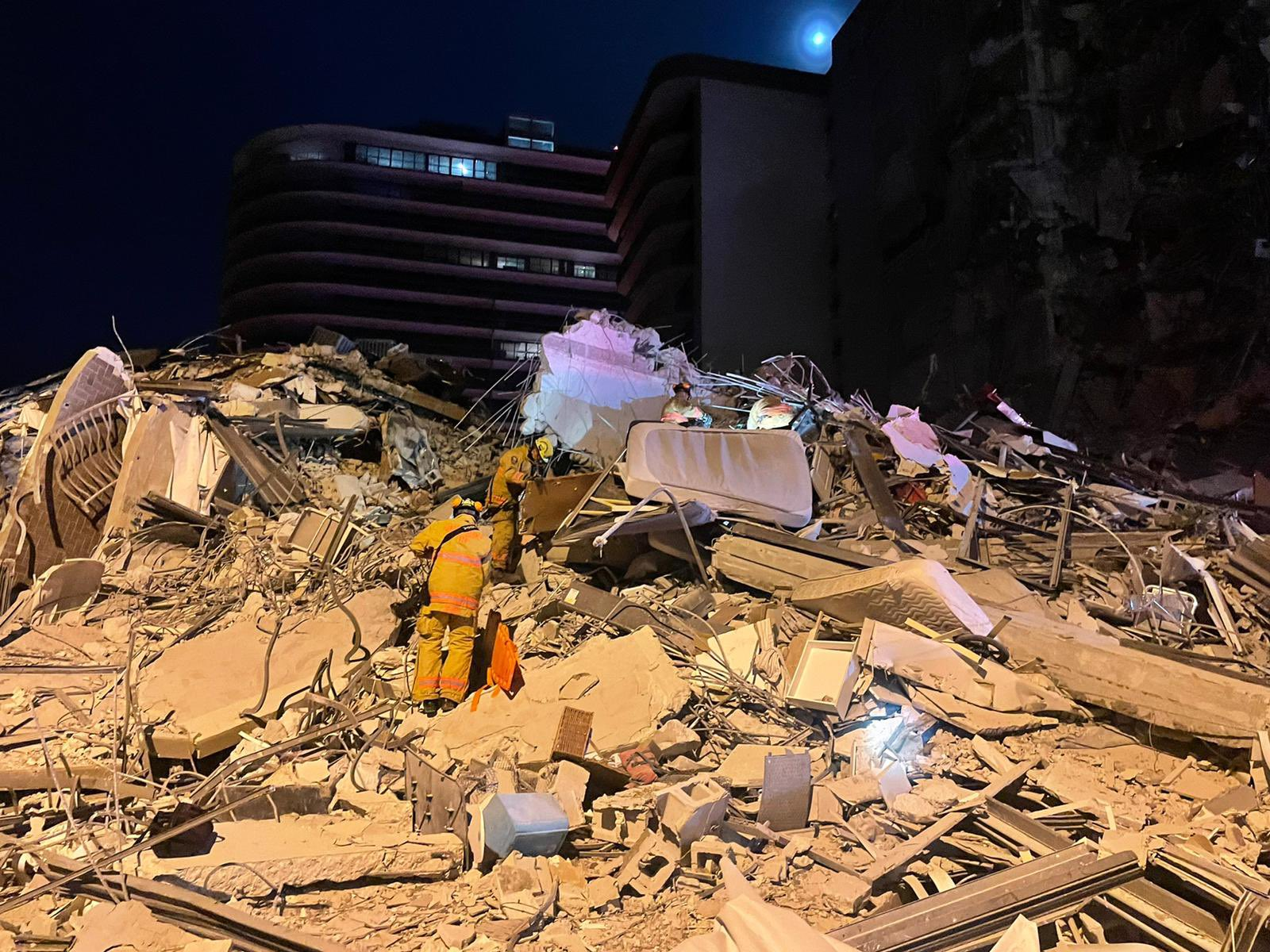
Suche nach Vermissten

Der Gebäudeeinsturz in Surfside ereignete sich am 24. Juni 2021 um 01:20 Uhr Ortszeit in Surfside, einem Vorort von Miami, Florida, USA. Dabei stürzte ein Teil des Champlain Towers South, eines zwölfstöckigen Hochhauskomplexes, ein.  Der Rest des Gebäudes wurde am Abend des 4. Juli 2021 mit einer kontrollierten Sprengung zum Einsturz gebracht. Der 1981 fertiggestellte Komplex hatte die Adresse 8777 Collins Avenue und bestand aus Eigentumswohnungen. Das Gebäude war seit Langem pro Jahr etwa 2 mm in den Boden abgesackt. Anfänglich waren bis zu 159 Personen vermisst, letztlich wurden aus den Trümmern des Gebäudes die sterblichen Überreste von 98 Personen geborgen. Die letzte noch vermisste Person wurde am 27. Juli 2021 identifiziert.

## Ablauf
Viele Bewohner wurden im Schlaf von dem Unglück überrascht. Da sich der Einsturz um 01:20 Uhr Ortszeit ereignete, befanden sich die meisten Bewohner in ihren Wohnungen. Diejenigen, die den Einsturz überlebten, berichteten von einem lauten Knall, ehe ein Teil des Gebäudes innerhalb von weniger als 12 Sekunden zusammenbrach. Von dem Einsturz betroffen waren insgesamt 55 Wohnungen. 
Nach dem Unglück wurde mit der Suche nach den Verschütteten begonnen. Die Suche nach weiteren Todesopfern und Überlebenden wurde wegen der gezielten Sprengung unterbrochen. Es wurde beschlossen, sukzessive von Rettungs- auf Bergungsarbeiten umzusteigen.

## Opfer
Am 9. Juli 2021 meldete die Bürgermeisterin des Bezirks Miami-Dade, Daniella Levine Cava, insgesamt 79 Tote als gefunden, bei noch 61 Vermissten.
Auch drei Verwandte des Präsidenten von Paraguay, Mario Abdo Benítez, wurden  tot aus den Trümmern geborgen. Es handele sich um seine Schwägerin, Sophia López Moreira, ihren Ehemann und eines ihrer gemeinsamen Kinder, meldete der paraguayische Sender Radio Ñandutí auf Twitter. Sophia López Moreira war die Schwester der First Lady Paraguays, Silvana López Moreira.
Am 27. Juli 2021 wurde die letzte noch vermisste Person aus den Trümmern des Gebäudes identifiziert. Die britische Boulevardzeitung Daily Mail veröffentlichte eine schematische Darstellung der Wohnungen und deren Bewohner.

## Strukturelle Mängel am Gebäude

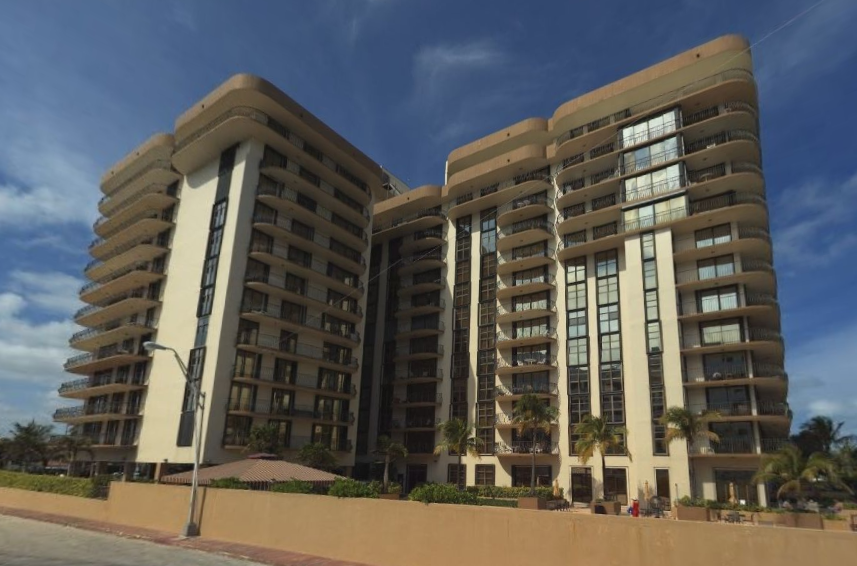
Champlain Towers South im Jahr 2015

Zwei Tage nach dem Einsturz wurde ein von einer externen Firma verfasster Inspektionsbericht aus dem Jahr 2018 öffentlich, in dem Experten mehrere Mängel aufgelistet hatten. Darin ist unter anderem von „erheblichen Bauschäden“ die Rede. Risse im Beton, baufällige Säulen und Schäden, die eine kostspielige und umfassende Reparatur erforderlich gemacht hätten, werden in dem Bericht aufgelistet. Fast die Hälfte aller Balkone wies laut dem Bericht Beschädigungen auf. Die Rede ist außerdem von Problemen mit einer Betondecke unter einem dem Hochhaus vorgelagerten Poolbereich mit starken Rostspuren am Betonstahl, die im darunter liegenden Parkdeck zutage traten. Ob die Mängel in einem Zusammenhang mit dem Einsturz stehen könnten, blieb offen.
Levine Cava betonte, ihr sei der Bericht zuvor nicht bekannt gewesen. Die Behörden gingen allen Hinweisen nach und der Ursache des Unglücks auf den Grund, damit so etwas nie wieder passiere, versprach sie.
Berichten zufolge gab es bereits Pläne für Reparaturarbeiten mit Kosten in Millionenhöhe. Ermittler der US-Bundesbehörde NIST (National Institute of Standards and Technology) untersuchen das Gebäude, um die Ursache für den Einsturz zu klären.
Unter Berufung auf Protokolle einer Vorstandssitzung berichtete die Miami Herald, dass der Oberste Baubeamte der Stadt Surfside, Ross Prieto, bereits seit 2018 von großen strukturellen Schäden an den Champlain Towers wusste. Dennoch habe er den Bewohnern im November 2018 mitgeteilt, dass sich das Gebäude „in sehr gutem Zustand“ befinde. Nach dem Einsturz hatte man versucht, Prieto telefonisch und über E-Mailing zu erreichen, ohne Erfolg.
In den Jahren 2001 und 2015 reichte eine Eigentümerin Klage gegen die Gebäudegesellschaft ein, weil diese es versäumt hatte, Risse in der Außenwand ihrer Wohnung zu reparieren. Laut der Klage von 2015 führten die Risse zu einem Wasserschaden in Höhe von 15.000 Dollar. Solche Risse können Anzeichen für problematische komplexe Phänomene in einer Stahlbetonstruktur wie den Champlain Towers sein.

## Sprengung der Gebäudereste
Der noch stehende Gebäudeteil sollte wegen der mangelnden Stabilität im weiteren Verlauf der Arbeiten abgerissen werden. Levine Cava hatte hierzu eine entsprechende Anordnung unterzeichnet. Wegen des heranziehenden Tropensturms Elsa wurden die Reste gegen 22.30 Uhr (Ortszeit) des 4. Juli 2021 vorzeitig mit einer kontrollierten Sprengung zum Einsturz gebracht. Die Bewohner des noch stehenden Gebäudeteils durften nach dem Kollaps nicht mehr in ihre Wohnungen zurückkehren, auch nicht, um vor der Sprengung noch persönliche Habseligkeiten zu holen. Es sei zuvor geprüft worden, ob sich Haustiere in dem Gebäudeteil befänden. Durch die Sprengung konnte eine Garage freigelegt werden, wo sich die Retter erhofften, Überlebende zu finden. Levine Cava sagte: „Ein ganzes Gebäude zum Einsturz zu bringen, ist eine verheerende Entscheidung, und der Abriss war keineswegs eine Entscheidung, die ich leichtfertig getroffen habe.“

## Grund des Einsturzes
Nach ersten Erkenntnissen werde davon ausgegangen, dass der Grund für den „progressiven Einsturz“ im unteren Teil des Gebäudekomplexes liege, berichtete die New York Times. „Es scheint entweder am oder ganz in der Nähe des unteren Endes der Struktur zu beginnen“, sagte Ingenieur Donald O. Dusenberry gegenüber der Zeitung.

## Reaktionen
Um zusätzliche Mittel und Material nach dem Unglück freizugeben, rief Floridas Gouverneur Ron DeSantis den Notstand aus. Dieser wurde von Präsident Joe Biden bestätigt, um so auch Bundesmittel zur Verfügung stellen zu können. Auch die Katastrophenschutzbehörde FEMA wurde eingeschaltet.
Am 1. Juli 2021 besuchte Joe Biden den Unglücksort. Biden ließ sich in Surfside von Behördenvertretern über den aktuellen Stand des Rettungseinsatzes informieren.